# Mecaphesa sjostedti
Espèce
Synonymes
- Misumenops sjostedti Berland, 1924

Mecaphesa sjostedti est une espèce d'araignées aranéomorphes de la famille des Thomisidae.

## Distribution
Cette espèce est endémique de l'archipel Juan Fernández au Chili.

## Description
La femelle holotype mesure 6 mm.

## Étymologie
Cette espèce est nommée en l'honneur de Bror Yngve Sjöstedt.

## Publication originale
- Berland, 1924 : Araignées de l'île de Pâques et des îles Juan Fernandez. The Natural History of Juan Fernandez and Easter Island. vol. 3, no 3, p. 419-437 (texte intégral).